# 姚文辅
姚文辅，元朝政治人物。

## 生平
接替申杲任松江府知府一职，由汪从善接任。